# 维勒迪约莱波埃勒
维勒迪约莱波埃勒（法語：Villedieu-les-Poêles，法語發音：[vil.djø le pwal]）是法国芒什省的一个旧市镇，属于圣洛区（Arrondissement de Saint-Lô）。该市镇总面积8.05平方公里，2009年时的人口为3882人。。
维勒迪约莱波埃勒已于2016年1月1日起和相邻的鲁菲尼合并成为维勒迪约莱波埃勒-鲁菲尼，并成为新市镇的政府驻地。
巴黎—格朗维尔铁路经过境内。

## 人口
维勒迪约莱波埃勒人口变化图示